# Mercedes-Benz 600
El Mercedes-Benz 600, con el código interno W100, fue un lujoso automóvil de representación construido por Mercedes-Benz desde 1963 hasta 1981.

## Historia
En los años 50 Alemania resurgía de los graves daños recibidos en la Segunda Guerra Mundial, tras una dura postguerra la industria del motor alemana se recuperaba y en este escenario fue cuando Mercedes Benz se propuso fabricar el mejor automóvil de representación del mundo fuese cual fuese el coste. Los trabajos comenzaron en 1955 y tras ocho años de desarrollo el resultado se presentó en el Salón de Frankfurt de 1963: un automóvil superlativo en todos sus aspectos, el Mercedes 600, también conocido como der Großer Mercedes (el gran Mercedes).
El resultado fue realmente impresionante: Un automóvil de más de dos toneladas y media con todos los lujos imaginables para la época y un inmenso motor V8 de 6300 cc. Había nacido un rival de consideración para los clásicos líderes del mercado de lujo, Rolls Royce ya no estaba sola en la cumbre.

## Características
El Mercedes 600 se produjo en varias versiones, la más común es el sedán, con una longitud de casi cinco metros y medio. La versión Pullman era la de chasis largo, existente con cuatro o seis puertas y llegaba hasta los seis metros y cuarto. Pero los 600 más exclusivos eran los Landaulets, versiones de chasis largo y con la parte trasera del habitáculo descapotable, ideal para jefes de Estado y personalidades. Como curiosidad reseñar que dos unidades se fabricaron con carrocería cupé, siendo una de ellas el regalo de jubilación de Rudolf Uhlenhautl, uno de los grandes ingenieros de Mercedes colaborador en el desarrollo del 600.

## Motorización
A principios de los 60 el motor más potente de la marca alemana era un seis cilindros en línea de tres mil centímetros cúbicos. El nuevo motor M100 diseñado para el 600 duplicaba la cilindrada del anterior usando una arquitectura de ocho cilindros en V. La potencia obtenida ascendía a 250 CV a un régimen de giro de sólo 4000 RPM, mientras que el par motor era de unos impresionantes 500 Nm. Potente y suave, el M100 cumplía perfectamente la difícil tarea que se le había encomendado. Como curiosidad mencionar que el M100 se usó posteriormente para motorizar otros dos Mercedes muy especiales, el 300 SEL 6.3 de 1968 y el brutal 450 SEL 6.9 de 1975.
Aparte de por su impresionante motor el 600 destacaba por otra particularidad, un potente sistema hidráulico se ocupaba de accionar absolutamente todo, desde la suspensión hasta la regulación de los asientos, pasando por los elevalunas o la apertura de las pesadas puertas. Este sistema hidráulico era todo un avance en aquellos tiempos proporcionando un gran confort aunque tenía un par de inconvenientes, la complejidad del mismo era bastante grande y absorbía una buena parte de la potencia del motor.

## Producción
Hasta el cese de su producción en 1981, la producción total del Mercedes 600 ascendió a 2677 unidades, de los cuales 429 montaron el chasis largo Pullman y 59 la muy especial versión Landaulet. Entre sus clientes se encontraban reyes, jefes de Estado, estrellas de cine e incluso líderes religiosos, por poner un ejemplo la lista de usuarios del Mercedes 600 incluye personajes como el papa Pablo VI, Elvis Presley, Aristóteles Onassis, Fidel Castro, Nicolae Ceauşescu , John Lennon, Pablo Escobar, Saddam Hussein y Idi Amin. En cuanto a su cotización actual la versión sedán ronda los 50 000 euros, mientras que la menos frecuente Pullman los 100 000 euros.

## Ficha técnica
- País de origen: Alemania
- Periodo de fabricación: 1963–1981

### Motor
- Fabricante: Mercedes Benz
- Posición motor: Delantero longitudinal
- Configuración: 8 cilindros en V
- Cilindrada: 6,332 cc
- Diámetro / carrera: 103 x 95 mm
- Compresión: 9,00 a 1
- Refrigeración: Por agua
- Distribución: SOHC
- Alimentación: Inyección secuencial, bomba Bosch
- Aspiración: Natural
- Potencia/régimen: 250 CV a 4000 RPM
- Par/régimen: 500 Nm a 2800 RPM

### Transmisión
- Tracción: Trasera
- Caja de cambios: Automática de cuatro velocidades

### Bastidor
- Carrocería: Sedán de 4 puertas
- Tipo: Monocasco
- Suspensión delantera: Neumática
- Suspensión trasera: Neumática
- Dirección: Recirculación de bolas
- Frenos: Discos a las cuatro ruedas

### Dimensiones
- Longitud/anchura/altura: 5450mm / 1950 mm / 1500mm
- Vías/dist. entre ejes: 1587 (del) mm-1581mm (tras) / 3200 mm
- Peso en vacío: 2600 kg
- Medida llanta: 15 pulgadas
- Medida neumáticos: 9x15
- Capacidad del depósito: 112 L.

### Prestaciones
- 0-100 km/h: 9,7 s
- Velocidad máxima: 200 km/h